# Куранага, Миса
Миса Куранага (яп. 倉永 美沙 Куранага Миса) — японская балерина, артистка Балета Сан-Франциско и Бостонского балета.

## Биография
Родилась в Осаке (Япония). Посещала балетную школу «Янушу Каору», после чего училась в Школе Американского Балета.
В 1993 году, получив приглашение от Юрия Григоровича, приняла участие в Гала-концерте VII Московского конкурса артистов балета, который проходил в Большом театре.
Будучи стипендиаткой конкурса Prix de Lausanne, была принята в 2001 году стажёром в труппу Балета Сан-Франциско.
В 2003 году согласилась выступать в кордебалете Бостонского балета. Партия Сильфиды одноимённого балета Августа Бурнонвиля стала началом её стремительного карьерного роста: с 2005 года — вторая солистка, с 2007 — солистка балета, с 2009 — прима-балерина труппы.
В 2009 году вместе с коллективом «Нью-Йорк Сити Балет» танцевала в «Серенаде» (Линкольн-центр). В 2012 году исполнила партию Одетты—Одиллии в составе известной токийской труппы «Комаки Балет» (Япония).
Участвовала в гала юношеского американского Гран-при (Нью-Йорк), гала-концерте международного фестиваля Dance Open (Хельсинки), VII Международном гала-концерте (Тайбэй), гала-концерте международного конкурса Prix de Lausanne (Токио), международном гала артистов балета (Дортмунд), гала «Алина Кожокару и друзья» (Сарасота, США), международном гала-концерте звёзд балета «Деспертарес» (Мексика); выступала в пяти городах Италии, в частности, в Арене ди Верона («Роберто Болле и друзья»).
Как приглашённая артистка ежегодно участвует в международном балетном фестивале в Вейле (США) под руководством Дамиана Уоецела.

## Некоторые партии
- «Дон-Кихот» — Китри;
- «Ромео и Джульетта» — Джульетта;
- «Онегин» — Татьяна;
- «Жизель» — Жизель;
- «Баядерка» — Никия,
- «Сильфида» — Прелюдия;
- «Золушка» — Золушка;
- «Тщетная предосторожность» — Лиза;
- «Лебединое озеро» — Одетта—Одиллия;
- «Корсар» — Медора;
- «Щелкунчик» — Фея Драже, Снежная Королева, Клара[2].

## Награды
- 2001 — Первая премия и золотая медаль IX международного конкурса артистов балета в Москве (младшая группа)
- 2006 — Золотая медаль Международного конкурса артистов балета США[какого?]
- 2017 — номинация на премию «Бенуа де ля данс» за исполнение партии Татьяны в балете Джона Кранко «Онегин» и партии Медоры в балете «Корсар» (постановщик — Иван Лишка)[2].